# 潮熱
潮热（英語：hot flash）多发于女性更年期时，因為體內的雌二醇減少而引起皮膚發紅的一种生理症狀。
導致潮熱的因素可能不只一種，然而常見的因素是：於更年期時，體內的荷爾蒙下降而引起。
遇到潮熱的人大多會感受到燥熱、多汗和心跳快速等，而且每次潮熱大概會持續2—30分鐘不等。

## 症狀和體徵兆
有潮熱症狀的人（常見於處在更年期和近更年期的人）大多會感受到燥熱、多汗和心跳快速等。每次潮熱大概會持續2—30分鐘不等，潮熱結束時，症狀也會很快消失。
嚴重的潮熱可能導致晚上睡眠品質變差，進而引起失眠、影響心情、專注力、和其他生理問題。
出現在深夜的潮熱也被稱為「夜裡盜汗（night sweats）」。這是因為雌激素在體內的濃度通常在深夜時分最低。有些女性可能遇到夜裡盜汗，但其他時候卻無潮熱發生的狀況。

### 年輕女性
如果年輕女性遇到潮熱，則可能是腦下垂體出問題的徵兆，應該盡速至神經科求診。
如果是手術關係導致提前停經，則潮熱的強度可能會高於自然停經的女性且持續到自然停經的年紀
。

### 男性
男性出現潮紅的原因可能有很多。潮紅對男性來說可能是低睪丸素的徵兆。 
另一個可能的徵兆則是：男性更年期。 
罹患前列腺癌或睾丸癌的男性也可能遇到潮熱。在那些正在以抗雄激素治療的人來說，潮熱出現的機率也會大增，因為這會讓睪丸素的濃度降到與睪丸被閹割後睪丸素水平附近。 
例如曾被閹割的人也較有可能遇到潮熱。

## 中醫觀點
部分品質不高的证据指出针灸可以緩解出現在乳癌婦女或患有攝護腺癌男性的潮熱。

## 外部連結
- Hot flashes （页面存档备份，存于） on Mayo Clinic website
- Hot Flashes （页面存档备份，存于） on MedicineNet
- Hot Flushes on Patient.info